# NGC 1796B-1
NGC 1796B-1 في الفهرس العام الجديد، هي مجرة، تقع في كوكبة أبو سيف. أضيفت لاحقًا إلى الفهرس العام الجديد.

## روابط خارجية
- NGC 1796B-1 على موقع ويكي سكاي: DSS2, SDSS, GALEX, IRAS, Hydrogen α, X-Ray, Astrophoto, Sky Map, Articles and images